# Ploegersfront
Het Ploegersfront (Roemeens: Frontul Plugarilor, FP) was een in de jaren 30 opgerichte politieke partij in Roemenië die haar thuisbasis had in Transsylvanië (Zevenburgen).
De partij stond vanaf het begin van haar bestaan onder leiding van Dr. Petru Groza. Groza behoorde aanvankelijk tot de Nationale Boerenpartij van Iliu Maniu, maar stapte uit deze partij uit ontevredenheid over de conservatieve koers van de partij.
Tot aan de Tweede Wereldoorlog was het Ploegersfront van geen serieuze betekenis en was de partij uitsluitend actief in Transsylvanië. In 1943 sloot de partij zich echter aan bij het door de communisten gedomineerde Nationaal-Democratisch Front. Op 6 maart 1945 werd Groza onder druk van de Sovjet-Unie premier van Roemenië, een post die hij tot 2 juni 1952 zou blijven vervullen. Al die tijd bleef ook het Landbouwers Front, dat in 1948 tot het Volksdemocratisch Front was toegetreden, bestaan. Na het aftreden van Groza als premier (die daarna van 1952 tot 1958 voorzitter van het Presidium van de Grote Nationale Assemblée was) verdween het Ploegersfront van het politieke toneel.

## Verkiezingsresultaten
| 1933 | 7.970      | 0,30   | 0 / 387   |
| 1946 | 4.773.689  | 69,80  | 70 / 414  |
| 1948 | 6.959.936  | 93,20  | 126 / 414 |
| 1953 | 10.187.833 | 100,00 | 428 / 428 |